# 1992 na literatura

## Eventos
Publicação do livro Terra Sonâmbula do escritor moçambicano Mia Couto

## Mortes
| Data            | Nome         | Profissão | Nacionalidade  | Observações | Ref |
| --------------- | ------------ | --------- | -------------- | ----------- | --- |
| 10 de Fevereiro | Alex Haley   | escritor  | Estados Unidos | n. 1921     |     |
| 6 de Abril      | Isaac Asimov | escritor  | Estados Unidos | n. 1920     |     |
| 5 de Setembro   | Fritz Leiber | escritor  | Estados Unidos | n. 1910     |     |

## Prémios literários
- Nobel de Literatura - Derek Walcott
- Prémio Camões - Vergílio Ferreira[1]
- Prémio Machado de Assis - Fausto Cunha
- Prémio Hans Christian Andersen - Virginia Hamilton